# Diario de una esposa desesperada
Diario de una esposa desesperada (en inglés, Diary of a Mad Housewife) es una película de comedia dramática estadounidense de 1970 dirigida por Frank Perry que cuenta cómo una esposa frustrada intenta salir adelante. Carrie Snodgress, que interpreta a la esposa protagonista, fue nominada para los Óscar a la Mejor Actriz y ganó un Globo de oro en la misma categoría.

## Sinopsis
Tina es un ama de casa descontenta con su matrimonio, pues su marido Jonathan la infravalora y la ridiculiza cada dos por tres. Tina comienza a tener un idilio con un escritor de éxito llamado George, con el que parece que puede dar un vuelco a su vida.

## Reparto
- Carrie Snodgress como Bettina "Tina" Balser.
- Richard Benjamin como Jonathan Balser.
- Frank Langella como George Prager.
- Lorraine Cullen como Sylvie Balser.
- Frannie Michel como Liz Balser.
- Lee Addoms como Mrs. Prinz
- Peter Dohanos como Samuel Keefer.
- Katherine Meskill como Charlotte Rady.
- Leonard Eliott como M. Henri
- Margo como Valma.
- Hilda Haynes como Lottie.

## Crítica
La película fue aclamada por la crítica: mantiene una calificación de 77% en Rotten Tomatoes. Roger Ebert le dio tres estrellas sobre cuatro, diciendo: «Lo que hace que la película funcione ... es que se reproduce por completo desde el punto de vista del ama de casa, y que Carrie Snodgress interpreta al ama de casa brillantemente».

## Medios domésticos
La película fue lanzada en un DVD el 15 de octubre de 2014.Universal había hecho que la película estuviera disponible en VHS a través de su etiqueta MCA y a través de la licencia de Goodtimes Home Video.

## Premios y nominaciones
- Mejor película - Musical o comedia (nominada) - 1970, Premios Globo de oro
- Mejor actor - Musical o comedia (nominado) - Richard Benjamin - 1970, Premios Globo de oro
- Mejor actriz - Musical o comedia (ganadora) - Carrie Snodgress - 1970, Premios Globo de oro
- Nueva estrella del año - Hombre (nominado) - Frank Langella - 1970 , Premios Globo de oro
- Nueva Estrella del Año - Mujer (ganadora) - Carrie Snodgress - 1970, Premios Globo de oro
- Mejor actriz (nominada) - Carrie Snodgress - 1970, Premios Oscar
- Mejor película (nominada) - 1970,  National Board of Review
- Mejor actor secundario (ganador) - Frank Langella - 1970,  National Board of Review